# Eitorf
Eitorf è un comune di 18 751 abitanti della Renania Settentrionale-Vestfalia, in Germania.
Appartiene al circondario (Kreis) del Reno-Sieg (targa SU).